# Kristalografski defekt
Kristalografski defekt je prekid pravilnih obrazaca rasporeda atoma ili molekula u kristalnim čvrstim materijama. Položaji i orijentacije čestica, koje se ponavljaju na fiksnim rastojanjima određenim parametrima jedinične ćelije u kristalima, pokazuju periodičnu kristalnu strukturu, ali ona je obično nesavršena. Često se karakteriše nekoliko tipova defekata: tačkasti defekti, linijski defekti, planarni defekti, defekti mase. Topološka homotopija uspostavlja matematički metod karakterizacije.

## Literatura
- Hagen Kleinert, Gauge Fields in Condensed Matter, Vol. II, "Stresses and defects" Архивирано на веб-сајту  (27. мај 2008), pp. 743–1456, World Scientific (Singapore, 1989); Paperback  9971-5-0210-0
- Hermann Schmalzried: Solid State Reactions. Verlag Chemie, Weinheim 1981,  3-527-25872-8.